# Linia kolejowa nr 579
Linia kolejowa nr 579 – pierwszorzędna, zelektryfikowana, jednotorowa linia kolejowa łącząca stację techniczną Stawy ze stacją Dęblin (rejon DB).